# Kim Bo-ra (cantante)
Kim Bo-ra (hangul: 김보라; Gwangju, 3 de marzo de 1999), es una cantante y actriz surcoreana. Ella es exmiembro del grupo femenino surcoreano Cherry Bullet. También es conocida por su participación en el reality show de supervivencia Girls Planet 999 de Mnet.

## Carrera
Antes de su debut, apareció en el video nusical de "Love Yourself" de BTS como la pareja de V. También hizo una breve aparición en el drama de 2017 Girls' Generation 1979.

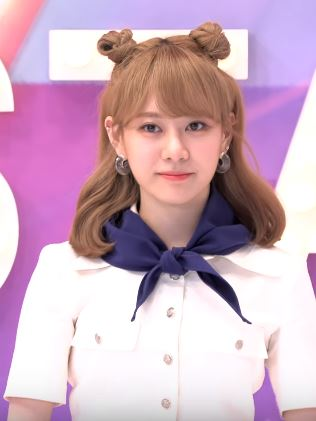
Bora en junio de 2019

Kim hizo oficialmente su debut como miembro del grupo femenino de FNC Entertainment Cherry Bullet, el 21 de enero de 2019, con el lanzamiento de su primer álbum sencillo Let's Play Cherry Bullet. En el mismo año, participó en el programa V-1, sin embargo, fue eliminada en la primera ronda después de perder contra High.D de Sonamoo.
En julio de 2021, fue anunciada como concursante del reality show de supervivencia Girls Planet 999 de Mnet. Fue eliminada en el episodio final, quedando en el puesto 15. En ese mismo año, apareció en el drama web Jinx.
En octubre de 2022, participó en el programa de supervivencia Girls Reverse como parte de Jipsunhui. Sin embargo, fue eliminada en el episodio final, quedando en el séptimo lugar.
En 2023, participó en el reality show de Mnet Queendom Puzzle, que tenía como objetivo crear un grupo femenino. El 8 de agosto, fue eliminada en el episodio 9, ocupando el puesto 20 con 249,489 puntos.

## Discografía

### Apariciones en bandas sonoras
| Título                | Año  | Álbum                    |
| --------------------- | ---- | ------------------------ |
| "Want It" (con Kisum) | 2021 | Almost Famous OST Part 1 |
| "VLV (Viva La Vida)"  | 2022 | Tomorrow OST Part 6      |
| "Tears are falling"   | 2024 | Love Andante OST         |

### Créditos de composición de canciones
Todos los créditos de las canciones están adaptados de la base de datos de la Asociación de Derechos de Autor de Música de Corea a menos que se indique lo contrario.
| Año  | Título                    | Artista       | Álbum              |
| ---- | ------------------------- | ------------- | ------------------ |
| 2022 | "Where You At? (4:00 AM)" | Cherry Bullet | Listen-Up Ep. 3    |
| 2023 | "Fly Away"                | Jipsunhui     | Sencillo sin álbum |
| 2023 | "A Winter Star"           | Cherry Bullet | Cherry Dash        |

## Filmografía

### Series de televisión
| Año  | Título                 | Papel | Notas | Ref.   |
| ---- | ---------------------- | ----- | ----- | ------ |
| 2017 | Girls' Generation 1979 |       | Cameo | [ 13 ] |

### Series web
| Año  | Título        | Papel       | Ref.   |
| ---- | ------------- | ----------- | ------ |
| 2020 | Almost Famous | Eun-ha      | [ 14 ] |
| 2021 | Jinx          | Ja-yeong    | [ 15 ] |
| 2024 | Love Andante  | Park Dam-so | [ 16 ] |

### Programas de televisión
| Año  | Título           | Papel       | Notas           | Ref.        |
| ---- | ---------------- | ----------- | --------------- | ----------- |
| 2019 | V-1              | Concursante |                 | [ 4 ] [ 5 ] |
| 2021 | Girls Planet 999 | Concursante | Terminó 15º     | [ 6 ]       |
| 2023 | Girls Reverse    | Concursante | Terminó séptima | [ 8 ]       |
| 2023 | Queendom Puzzle  | Concursante | Terminó 20º     | [ 17 ]      |

### Apariciones en videos musicales
| Año  | Título de la canción | Artista | Ref.   |
| ---- | -------------------- | ------- | ------ |
| 2017 | "Someone to Love"    | Honeyst | [ 18 ] |
| 2017 | "Love Yourself"      | BTS     | [ 1 ]  |